# Sumberbendo (Mantup)
Sumberbendo is een bestuurslaag in het regentschap Lamongan van de provincie Oost-Java, Indonesië. Sumberbendo telt 1614 inwoners (volkstelling 2010).